# Бёрд, Ларри
Ла́рри Джо Бёрд (англ. Larry Joe Bird; родился 7 декабря 1956 в Уэст-Баден-Спрингс, штат Индиана, США) — американский баскетболист, проведший всю профессиональную карьеру в клубе НБА «Бостон Селтикс». Олимпийский чемпион (1992), чемпион Универсиады 1977 года, 3-кратный чемпион НБА (1981, 1984, 1986), трижды признававшийся MVP сезона в НБА (1984, 1985, 1986), 10 раз входил в символические сборные сезона (1980—88 — первая команда, 1990 — вторая команда). Бёрд является одним из лучших баскетболистов в истории НБА, а также универсальным игроком, который в течение всей своей карьеры регулярно входил в десятку лучших по результативности, подборам и результативным передачам. Ларри Бёрд является единственным обладателем совокупности следующих наград: «Новичок года НБА», «Самый ценный игрок НБА», «Самый ценный игрок финала НБА», «Тренер года НБА» и «Менеджер года НБА». Входит в число 50 величайших игроков в истории НБА. Член Зала славы баскетбола.
Через пять лет после окончания карьеры игрока Бёрд возглавил клуб «Индиана Пэйсерс» в качестве главного тренера. Он тренировал команду в течение трёх сезонов, после чего ушёл в отставку. В 2003 году вернулся в «Пэйсерс», заняв должность Президента по баскетбольным операциям, после сезона 2011/12 годов уволился по состоянию здоровья, но через год снова вернулся на тот же пост.

## Карьера
Ларри Бёрд родился в Уэст-Баден-Спрингс, небольшом городке с населением около 2000 жителей на юге штата Индиана, в семье Джорджии (девичья фамилия Кернс) и Клода Джозефа Бёрда, родители Ларри имели ирландские корни. Он был четвёртым ребёнком в семье, у него было четыре брата (Майк, Марк, Эдди и Фефф) и сестра (Линда). Ларри родился очень слабым ребёнком, с дефектом лица — заячьей губой. В возрасте пяти лет он перенёс операцию, от которой у него остался рубец (повзрослев он стал скрывать его, отрастив усы). Бёрд вспоминал, что в детстве его семья нуждалась в деньгах: «Если у нас был неоплаченный счет в банке и не было обуви, мать всегда покупала обувь. Она не платила банку, но дети были обуты».
Чтобы прокормить семью, мать Ларри, официантка, брала дополнительную работу. В подростковом возрасте Ларри отправили жить к бабушке в связи с тем, что в семье не было достаточно средств, чтобы обеспечивать детей. Тяжёлое положение в семье усугублялось алкоголизмом отца Ларри, Джо Бёрда, который, вероятно, страдал от посттравматического стрессового расстройства после участия в Корейской войне. Он покончил жизнь самоубийством после оформления развода 3 февраля 1975 года, когда Ларри было 18 лет.
Ларри увлёкся баскетболом в школе, он тренировался каждый день после уроков. Ещё будучи школьником Ларри был признан лучшим баскетболистом штата Индиана дважды подряд (1974, 1975). В свой выпускной год Бёрд набирал 31 очко, 21 подбор и 9 передач в среднем за игру, выступая за школу Хай-Вэлли, за что был включён в сборную штата.

### Университет штата Индиана
В 1974 году Бёрд получил стипендию Индианского университета в Блумингтоне и приглашение в баскетбольную команду. Молодой человек не сразу смог свыкнуться с размерами кампуса и числом студентов, переходя к новому этапу своей жизни. К разочарованию своей матери, через 24 дня Ларри покинул Индианский университет. Бёрд вернулся домой во Френч-Лик, где поступил в соседний Институт Нортвуда, но ушёл и оттуда, когда узнал, что ему придется проучиться два года, а затем ещё 4 года в колледже. Ларри получил работу в департаменте дорог, в течение года играл за Любительский спортивный союз (AAU). По истечении года, Бёрд решил поступать в Университет штата Индиана в Терре-Хоте к тренеру Бобу Кингу.
Свой первый год в качестве игрока студенческой команды «Индиана Стейт Сикаморз» Бёрд провёл в глубоком запасе. С первых же игр Ларри прозвали «большой белой надеждой», а с 1975 года он получил прозвище «Легендарный Ларри». На второй год своего обучения он стал лидером «Сикаморз», набирая в среднем по 32,8 очка и делая 13,3 подбора за игру. Бёрд привёл «Сикаморз» к рекордному соотношению побед и поражений за всю историю команды — 25:3. В третий сезон ведомые Ларри «Сикаморз» достигли четвертьфиналов.
Перед сезоном 1978/79 главный тренер «Сикаморз» Боб Кинг перенес инсульт, его сменил помощник Билл Ходжес. Он смог убедить Бёрда, которого уже задрафтовали под 6-м номером «Бостон Селтикс», остаться ещё на год в студенческом баскетболе. В сезоне 1978/79 годов команда Бёрда, не потерпев ни одного поражения за весь сезон, получила право участвовать в финальной части чемпионата NCAA. В итоге «Индиана» добралась до финала, где им противостояла команда Университета штата Мичиган, ведомая будущим соперником Бёрда по НБА Мэджиком Джонсоном. Эта игра собрала самую многочисленную аудиторию в истории студенческого баскетбола. Несмотря на то, что Мичиган победил Индиану 75—64, Бёрд завоевал все индивидуальные награды: звание игрока года (по версии UPI, Sporting News), призы им. Нейсмита, Джона Вудена, Адольфа Раппа и Оскара Робертсона.
За время учёбы в университете Ларри в среднем за игру набирал 30,3 очка.

### НБА

#### 1979—1983: Мгновенный эффект
На драфте 1978 года форварда Ларри Бёрда выбрала под общим 6-м номером команда «Бостон Селтикс». Он решил доучиться один сезон в университете, поэтому пришёл в команду только через год. «Селтикс» владели правами на Бёрда в последний год его обучения, и он подписал с ними контракт по окончании своей студенческой карьеры. В следующем сезоне НБА ввели запрет на возврат игроков в студенческий чемпионат NCAA после выбора на драфте. Запрет получил название студенческого правила Бёрда.
Ларри Бёрд присоединился к «Селтикс» в сезоне 1979/80 годов. Номер 33 он взял в честь своего брата, также баскетболиста, который выступал на школьном уровне и тоже носил номер из двух троек на майке. В первом своем сезоне Ларри помог «Селтикс» одержать 61 победу при 21 поражении, хотя годом ранее команда смогла победить лишь в 29 матчах. В плей-офф «Бостон» уступил «Филадельфии Севенти Сиксерс» во главе с Джулиусом Ирвингом. В конце сезона Ларри Бёрд, ставший лучшим в команде по набранным очкам, подборам и перехватам, получил награду новичку года в НБА.
В межсезонье команду покинул недовольный своей ролью Боб Макаду, взамен «Селтикс» получили игрока «Детройт Пистонс» Майкла Леона Карра — специалиста по защите, а также права на два выбора на драфте 1980 года. Генеральный менеджер «Селтикс» Ред Ауэрбах старался, чтобы команда получала дополнительные права выбора на драфтах во время производимых им обменов, поэтому у «Селтикс» были права на 1-й и 13-й номера выбора на драфте 1980 года. Ауэрбах обменял их на Роберта Пэриша — центрового из «Голден Стэйт Уорриорз» — и право на 3-й номер в драфте, под которым был выбран Кевин Макхейл. Трио Пэриша, Бёрда и Макхейла в будущем получило известность как «Большая тройка».
Под руководством главного тренера Билла Фитча баскетболисты «Селтикс» успешно закончили сезон 1980/81 годов. В финале конференции «Бостон» второй год подряд встречался с «Филадельфией-76». После неудачного старта серии «Селтикс» проигрывали 1-3, команда нашла в себе силы сравнять счёт. В седьмом матче серии «Бостон» переиграл «Филадельфию» со счётом 91:90. В финале чемпионата «Селтикс» смогли одолеть «Хьюстон Рокетс», в составе которых играл Мозес Мэлоун, в шести матчах, Бёрд набирал в среднем 15,3 очков, 15,3 подборов и 7,0 передачи за игру.. Максвелл получил награду самому ценному игроку финальной серии. В следующем розыгрыше плей-офф «Бостон» вновь отыгрывался со счёта 1:3 против «Севенти Сиксерс», но на этот раз уступил в решающем, седьмом матче серии.
В плей-офф сезона 1982/83 годов баскетболисты «Селтикс», обыграв в первом раунде «Атланту» (2-1), уступили во всех четырёх матчах полуфинала конференции «Милуоки Бакс». После этого поражения Билл Фитч ушёл в отставку.

#### 1983—1987: Бёрд против Джонсона
Противостояние «Селтикс» и «Лейкерс» тянется сквозь всю историю НБА, с 1980 по 1989 каждый год одна из команд выходила в финал, но лишь в 1984 году они впервые с начала десятилетия боролись за главный титул между собой.
В сезоне 1983/84 годов новым тренером «Селтикс» был назначен бывший игрок клуба Кей Си Джонс. «Бостон» закончил чемпионат с 62 победами при 20 поражениях и после трёхлетнего перерыва вышел в финал НБА. Дойдя до финала чемпионата, «Селтикс» встретился там с «Лос-Анджелес Лейкерс». Это была первая встреча Бёрда с Мэджиком в плей-офф с 1979 года, когда состоялась игра финала NCAA. Чтобы посмотреть пятую игру финала плей-офф НБА, в «Бостон-гарден» собралось более десяти тысяч человек, Бёрд набрал в этом матче 34 очка и привёл «Селтикс» к победе со счётом 121:103. Седьмая игра финала собрала рекордную телеаудиторию, на глазах которой Бёрд набрал 20 очков и 12 подборов и принёс победу «Бостону» со счётом 111:102. Ларри Бёрд, набирая в среднем 27,4 очков и 14 подборов среднем за игру в серии, получил награды самому ценному игроку НБА и самому ценному игроку финала НБА.
Результативность Бёрда возросла до 28,7 очков в сезоне 1984/85, он во второй раз подряд получил награду самому ценному игроку НБА, а «Бостон» вновь встретился с «Лейкерс» в финале. Лос-Анджелес был разгромлен в стартовой игре финальной серии со счётом 148:114, что вошло в историю как «Memorial Day Massacre» — с анг. — «Бойня в День памяти». Но «Лейкерс» это не сломило — помогло скорое восстановление 38-летнего ветерана Карима Абдул-Джаббара, что в итоге и помогло победить «Селтикс» в шести матчах. Это был первый раз, когда «Селтикс» проиграли «Лейкерс» в финале, и первый раз, когда они проиграли решающий матч финальной серии на домашнем паркете арены «Бостон-гарден».
В межсезонье состав «Бостона» пополнил Билл Уолтон, пришедший из «Лос-Анджелес Клипперс». Он был звёздным игроком во время выступлений за «Портленд Трэйл Блэйзерс», но с самого начала карьеры его преследовали травмы, и в «Бостоне» Уолтон стал игроком, выходящим со скамейки.
«Селтикс» образца сезона 1985/86 годов были одной из сильнейших команд в истории НБА. Бёрд впервые выиграл соревнование по трёхочковым броскам на Звёздном уик-энде. «Бостон» выиграл 67 игр по ходу сезона, а на домашнем паркете «Селтикс» одержали 40 побед, проиграв всего один матч. Ларри Бёрд в третий раз подряд получил награду самому ценному игроку НБА, а Уолтон выиграл награду лучшему запасному игроку НБА. В финале плей-офф «Бостон» одержал победу над «Хьюстон Рокетс» и в 16-й раз стал чемпионом лиги. Бёрду почти удался трипл-дабл по итогам серии (24,0 очка, 9,7 подбора, 9,5 передач), а в решающей шестой игре он набрал 29 очков, 11 подборов и 12 передач. Ларри Бёрд получил награду самому ценному игроку финала НБА во второй раз.
Благодаря обмену Хендерсона «Бостон» имел право на 2-й номер выбора на драфте 1986 года. Руководство команды приняло решение выбрать Лена Байаса — многообещающего игрока из Мэрилэнда. Фанаты считали, что Байас станет серьёзным усилением «Селтикс» в будущем, но спустя всего 48 часов после драфта Байас погиб от передозировки кокаина.
Несмотря на смерть игрока, который мог стать лидером команды в будущем, «Селтикс» оставались грозной силой. «Бостон» завершил сезон 1986/87 годов с показателями 59 побед при 23 поражениях и снова вышел в финал чемпионата НБА. В этом сезоне Бёрд стал первым в небольшой группе игроков за историю НБА, известной, как «Клуб 50-40-90»: процент попаданий у него составил больше 0,500 с игры (0,525), больше 0,400 из-за трёхочковой линии и больше 0,900 с линии штрафного броска (0,910). В финале «Селтикс» опять предстояло встретиться с «Лейкерс». Те победили «Бостон» в первых двух матчах серии, а затем команды выиграли в следующих четырёх играх по два раза, таким образом «Селтикс» уступили «Лейкерс» в серии из шести матчей. В следующий раз «Бостон» попадёт в финал лишь 21 год спустя. Это был последний раз, когда Бёрд и Джонсон встретились в финале, подарив миру одно из ярких баскетбольных противостояний. Соперничество этих двух игроков вошло в историю. Считается, что именно Ларри и Мэджик «спасли» НБА. Несмотря на их соперничество, вне площадки Бёрд и Джонсон стали лучшими друзьями. Их дружба расцвела, когда два игрока работали вместе над съёмками рекламы для Converse, в которой они изображали заклятых врагов. Джонсон появился на прощальной церемонии Бёрда по поводу ухода из баскетбола 4 февраля 1993 года и эмоционально назвал Ларри «другом навсегда». Во многом соперничество Бёрда и Джонсона способствовало началу восстановления интереса к Ассоциации после серии скандалов, связанных с наркотиками, расизмом и всё ухудшавшимися отношениями между владельцами команд и игроками.

#### 1988—1992: Закат карьеры
В конце сезона 1987/88 команду покинул Кей Си Джонс, новым главным тренером стал его помощник Джимми Роджерс. После шести игр сезона 1988/89 годов Ларри Бёрду потребовалась операция по удалению костных тканей на обеих пятках. Бёрд не успел восстановиться к играм плей-офф, и баскетболисты «Селтикс» проиграли «Детройту» в первом раунде плей-офф.
Бёрд вернулся в сезоне 1989/90 годов и помог команде одержать 52 победы в чемпионате. «Селтикс» уверенно начали серию против «Никс», одержав две победы подряд, однако затем проиграли три матча подряд, включая решающую игру перед домашней публикой в «Бостон-гардене». Это было унизительное поражение, после которого Роджерса отправили в отставку. Новым главным тренером стал его помощник — бывший игрок «Селтикс» Крис Форд.
Под руководством Форда «Бостон» улучшил показатели прошлого сезона, доведя количество побед до 56. Бёрд пропустил 22 игры регулярного сезона из-за травм. В плей-офф игроки «Селтикс» уступили «Пистонс» в серии из шести матчей. В плей-офф 1992 года «Бостон» проиграл команде «Кливленд Кавальерс» в полуфинале конференции. Из-за проблем со спиной Бёрд появлялся на площадке всего в четырёх играх во время плей-офф. В конце карьеры Бёрд завоевал золотую медаль на Олимпийских играх 1992 года в Барселоне в составе американской Dream Team.
Перед началом сезона 1992/93 Бёрд решил, что не может продолжать играть в НБА на должном уровне. 8 августа 1992 года он объявил о завершении карьеры игрока. К этому моменту Бёрд провёл 13 сезонов в составе «Селтикс», выиграв три чемпионских титула. За время профессиональной карьеры он сыграл 897 игр, набрал 21791 очко (в среднем 24,3 очка за игру), сделал 8974 подбора (10,0) и 5695 передач (6,3).

### Соперничество с Мэджиком Джонсоном
Ларри Бёрд и Мэджик Джонсон впервые встретились как соперники в финале студенческого чемпионата NCAA 1979 года, когда команда университета штата Мичиган, за которую играл Джонсон, переиграла команду Ларри — команду Индианского университета. Их соперничество продолжилось в НБА и достигло своего апогея, когда «Бостон Селтикс» и «Лос-Анджелес» с 1984 по 1987 годы трижды встречались в финале. Джонсон утверждал, что для него регулярный сезон состоит из 80 обычных игр и 2 матчей «Селтикс» — «Лейкерс». В подобном ключе высказывался и Бёрд, говоря, что по утрам первым делом просматривал статистику игры Джонсона.
Журналисты предполагали, что конкуренция между Бёрдом и Джонсоном была настолько вызывающей из-за того, что они были абсолютно разные и жили в совершенно разных условиях. Так, их соперничество рассматривалось как борьба между «Селтикс» и «Лейкерс», между блестящей голливудской жизнью («шоутайм») и бостонским и индианским бытом синих воротничков, между чёрными и белыми. Данное противостояние было настолько зрелищным, что повлияло на возрождение угасавшего интереса к НБА в стране и росту телевизионных рейтингов. Вместе с этой борьбой двух будущих членов Зала славы баскетбола НБА приобрела большое количество новых фанатов. Журналист Ларри Шварц утверждал, что Джонсон и Бёрд попросту спасли НБА от банкротства.
Несмотря на их соперничество на площадке, в 1984 году Ларри и Мэджик стали близкими друзьями, после съёмок в рекламе кроссовок Converse. В 1992 году Джонсон присутствовал на церемонии прощания Бёрда с НБА. Именно Бёрду было доверено официально объявить о приёме Мэджика в 2002 году в Зал славы баскетбола, а после церемонии Мэджик назвал Ларри «другом на всю жизнь».

### Характеристика игрока

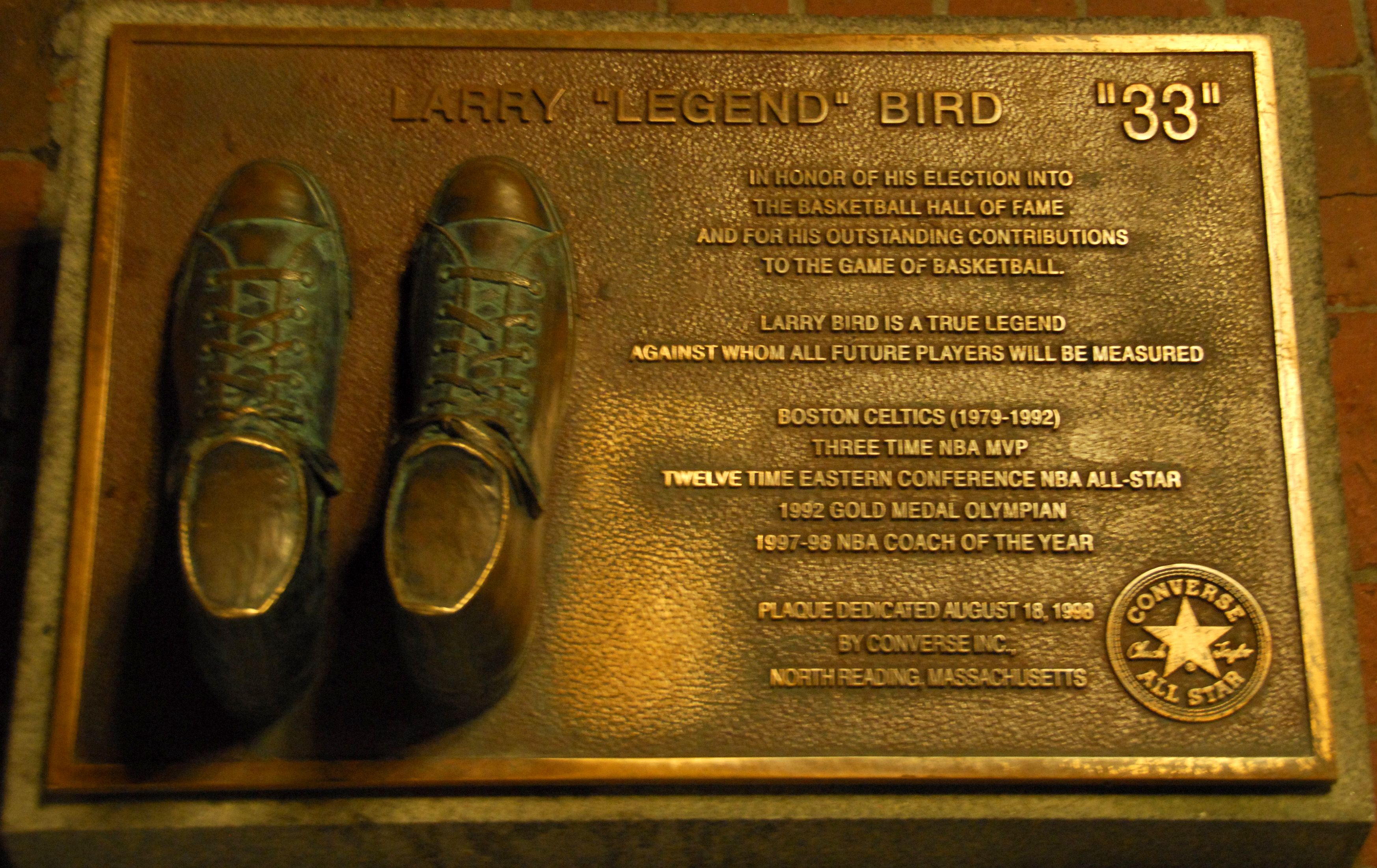
Памятник в честь Ларри Бёрда.

За 13 сезонов с «Бостон Селтикс», с 1979-80 по 1991-92, Бёрд зарекомендовал себя универсальным баскетболистом. Играл на позициях как тяжёлого, так и лёгкого форварда. Ларри сделал себе имя, увеличивая свою результативность в критических ситуациях, доминируя во многих компонентах игры, забивая на последних секундах матча и демонстрируя исключительные оборонительные навыки. Ларри не обладал ни мощным телосложением, ни скоростью, ни хорошей координацией, но брал другим — врождёнными снайперскими качествами и редким трудолюбием. Бёрд обладал непревзойденной способностью предвидеть и реагировать на действия соперников. За свою профессиональную карьеру в НБА он провёл 897 игр, набрав 21791 очков (в среднем 24,3 очка за игру), сделав 8974 подборов (10,0) и 5695 передач (6,3). В среднем за карьеру процент его попаданий составлял 0,496 с игры и 0,886 с линии штрафного броска.. Через 20 лет после завершения выступлений Бёрд всё ещё входил в пятёрку лидеров лиги по сделанным трипл-даблам — 59 в регулярном сезоне, не включая 10 в играх плей-офф. Ларри, даже играя в одном составе с такими сильными игроками, как Макхейл и Пэрриш, на протяжении нескольких сезонов возглавлял «Селтикс» по количеству набранных очков, подборов, перехватов и игрового времени. Он был уверенным в себе, трудолюбивым игроком, который, развиваясь, вдохновлял товарищей по команде к победе. Секрет его таланта кроется в многочасовых индивидуальных занятиях в зале, которые заканчивались одним и тем же упражнением — 100 точных трёхочковых бросков.
Бёрд был признанным мастером трэш-тока. Наиболее известный случай с его участием произошёл перед началом первого в истории лиги конкурса трёхочковых бросков, когда Ларри зашёл в раздевалку, где сидели его соперники, обвёл их презрительным взглядом и заявил: «Парни, хочу, чтобы вы знали — конкурс выиграю я. Вот смотрю на вас и пытаюсь понять, кто же займёт второе место». Бёрд выиграл конкурс, примечательно, что при этом он не снял с себя тренировочного костюма. Бёрд привёл «Селтикс» к трём чемпионским титулам НБА и десяти титулам чемпионов Атлантического дивизиона. Три года подряд — с 1984-го по 1986-й — он признавался лучшим игроком регулярного чемпионата, дважды завоёвывал титул MVP финала плей-офф НБА и девять раз выбирался в сборную всех звёзд НБА. 3 раза Бёрд попадал в сборную всех звёзд защиты. Он стал 12-кратным участником матчей всех звёзд НБА. В 1996 году за свои заслуги Ларри Бёрд был включён в список 50 величайших игроков в истории НБА, а в 1998 — в Зал славы баскетбола.

## После завершения игровой карьеры

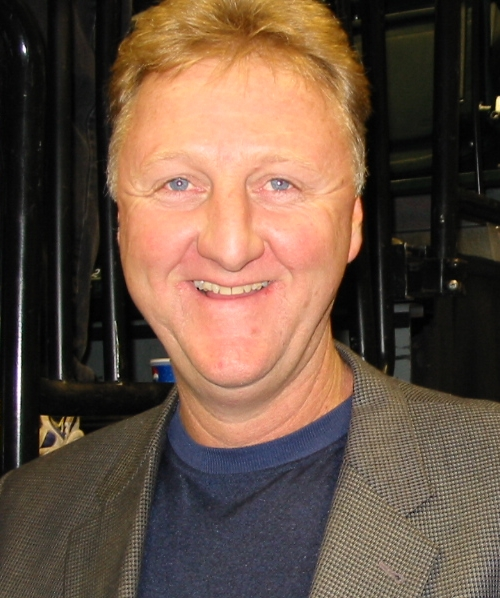
Ларри Бёрд в 2004 году.

Закончив игровую карьеру, Ларри Бёрд занял должность «специального помощника» в клубной системе «Бостон Селтикс», в его обязанности входил скаутинг и оценка игроков. На самом же деле в течение следующих пяти лет Ларри отдыхал во Флориде, играя в гольф и снимаясь в рекламе и кино (в том числе с Майклом Джорданом в фильме «Космический джем»), и ни разу не появился в офисе в Бостоне.
В 1997 году Ларри возглавил команду родного штата «Индиану Пэйсерс». В своем дебютном сезоне в новом амплуа Ларри Бёрд вывел «Пэйсерс» в финал Восточной конференции, в которой «иноходцы» уступили будущим чемпионам — «Чикаго Буллз». Ларри был назван лучшим тренером сезона 1997/98. За годы под его руководством «Пэйсерс» установили клубный рекорд по количеству побед в чемпионате (58), дважды добирались до финала конференции и один раз играли в финале чемпионата (1999/2000), где проиграли «Лос-Анджелес Лейкерс». Ларри завершил карьеру тренера в 2000 году, выполнив своё обещание тренировать команду в течение трёх лет.
В 2003 году Бёрд вернулся в «Индиану Пэйсерс» в качестве президента по баскетбольным операциям. Под его руководством «Пэйсерс» перестроили команду и вернулись в плей-офф в 2011 году. Бёрд выменял на драфте 2008 года права на центрового Рой Хибберта, в 2011 году обменял Джорджа Хилла из «Спёрз», подписал свободного агента форварда Девида Уэста и выбрал Пола Джорджа и Лэнса Стивенсона на драфте 2010 года. Благодаря этим баскетболистам, и Дэнни Грейнджеру, в 2011 году «иноходцы» выиграли первую серию в плей-офф за семь лет. В следующем сезоне 2012/13, уже без травмированного Грейнджера, «Пэйсерс» вышли в финал конференции впервые за девять лет, где уступили в равной борьбе в семи матчах будущем чемпионам «Майами Хит». По итогам сезона 2011/12 Ларри был признан лучшим руководителем баскетбольного клуба в НБА. Летом 2012 года Ларри Бёрд покинул пост президента «Индианы», назвав в качестве одной из причин проблемы со здоровьем, его заменил Донни Уолш, уже возглавлявший команду в прошлом.
| «            | Годичный перерыв дал мне возможность о многом поразмыслить, отдохнуть, позаботиться о своём здоровье и «перезарядить батареи». | » |
| — Ларри Бёрд | |   |

26 июня 2013 года, после годичного перерыва, Бёрд возвратился в «Индиану Пэйсерс» в качестве президента по баскетбольным операциям. Донни Уолш, замещавший Бёрда, остался в команде в качестве консультанта.

## Личная жизнь
Ларри Бёрд был дважды женат. 8 ноября 1975 года Ларри, будучи первокурсником Университета штата Индиана, женился на подруге детства, Джанет Кондре. Их брак продлился менее года до момента развода — 31 октября 1976 года. В попытке возродить отношения, у супругов 14 августа 1977 года родилась дочь, Корри. Бёрд принял финансовую опеку о дочери, но никогда не делал попытки сблизиться с ней.. Второй брак с Диной Мэттингли оказался более удачным. Дина и Ларри познакомились, когда оба были студентами Университета Индианы. Они поженились 30 сентября 1989 года. У Дины и Ларри двое приёмных детей — сын Коннор (англ. Connor) и дочь Мэрайя (англ. Mariah).
Ларри Бёрд снялся в трёх художественных фильмах: «Азартная игра» (англ. Blue chips, 1994), «Космический джем» (англ. Space Jam, 1996) с Майклом Джорданом и Биллом Мюрреем и «Баскетбольная лихорадка» (англ. Celtic Pride, также 1996) с Дэном Эйкройдом, Дэниелом Стерном и Дэймоном Уэйансом.

## Ларри Бёрд в массовой культуре
- Птичка из логотипа Твиттера носит имя баскетболиста Ларри Бёрда[76][77][78].
- Ларри Бёрд упомянут в 19 серии 7 сезона популярного мультфильма Футурама. Появившись в результате клонирования, персонаж произносит фразу: «Привет, говорит Ларри Бёрд. Мой агент прислал мне сценарий этого мультика, и я решил, что ни за что не хочу в нём быть».

## Статистика

### Статистика в НБА
| Сезон                                                                                    | Команда | Регулярный сезон | Регулярный сезон | Регулярный сезон | Регулярный сезон | Регулярный сезон | Регулярный сезон | Регулярный сезон | Регулярный сезон | Регулярный сезон | Регулярный сезон | Регулярный сезон | Серия плей-офф | Серия плей-офф | Серия плей-офф | Серия плей-офф | Серия плей-офф | Серия плей-офф | Серия плей-офф | Серия плей-офф | Серия плей-офф | Серия плей-офф | Серия плей-офф |
| Сезон                                                                                    | Команда | GP               | GS               | MPG              | FG%              | 3P%              | FT%              | RPG              | APG              | SPG              | BPG              | PPG              | GP             | GS             | MPG            | FG%            | 3P%            | FT%            | RPG            | APG            | SPG            | BPG            | PPG            |
| ---------------------------------------------------------------------------------------- | ------- | ---------------- | ---------------- | ---------------- | ---------------- | ---------------- | ---------------- | ---------------- | ---------------- | ---------------- | ---------------- | ---------------- | -------------- | -------------- | -------------- | -------------- | -------------- | -------------- | -------------- | -------------- | -------------- | -------------- | -------------- |
| 1979/80                                                                                  | Бостон  | 82               |                  | 36,0             | 47,4             | 40,6             | 83,6             | 10,4             | 4,5              | 1,7              | 0,6              | 21,3             | 9              |                | 41,3           | 46,9           | 26,7           | 88,0           | 11,2           | 4,7            | 1,6            | 0,9            | 21,3           |
| 1980/81                                                                                  | Бостон  | 82               |                  | 39,5             | 47,8             | 27,0             | 86,3             | 10,9             | 5,5              | 2,0              | 0,8              | 21,2             | 17             |                | 44,1           | 47,0           | 37,5           | 89,4           | 14,0           | 6,1            | 2,3            | 1,0            | 21,9           |
| 1981/82                                                                                  | Бостон  | 77               | 58               | 38,0             | 50,3             | 21,2             | 86,3             | 10,9             | 5,8              | 1,9              | 0,9              | 22,9             | 12             | 0              | 40,8           | 42,7           | 16,7           | 82,2           | 12,5           | 5,6            | 1,9            | 1,4            | 17,8           |
| 1982/83                                                                                  | Бостон  | 79               | 79               | 37,7             | 50,4             | 28,6             | 84,0             | 11,0             | 5,8              | 1,9              | 0,9              | 23,6             | 6              | 0              | 40,0           | 42,2           | 25,0           | 82,8           | 12,5           | 6,8            | 2,2            | 0,5            | 20,5           |
| 1983/84                                                                                  | Бостон  | 79               | 77               | 38,3             | 49,2             | 24,7             | 88,8             | 10,1             | 6,6              | 1,8              | 0,9              | 24,2             | 23             | 0              | 41,8           | 52,4           | 41,2           | 87,9           | 11,0           | 5,9            | 2,3            | 1,2            | 27,5           |
| 1984/85                                                                                  | Бостон  | 80               | 77               | 39,5             | 52,2             | 42,7             | 88,2             | 10,5             | 6,6              | 1,6              | 1,2              | 28,7             | 20             | 20             | 40,8           | 46,1           | 28,0           | 89,0           | 9,1            | 5,8            | 1,7            | 1,0            | 26,0           |
| 1985/86                                                                                  | Бостон  | 82               | 81               | 37,9             | 49,6             | 42,3             | 89,6             | 9,8              | 6,8              | 2,0              | 0,6              | 25,8             | 18             | 18             | 42,8           | 51,7           | 41,1           | 91,8           | 9,3            | 8,2            | 2,1            | 0,6            | 25,9           |
| 1986/87                                                                                  | Бостон  | 74               | 73               | 40,6             | 52,5             | 40,0             | 91,0             | 9,2              | 7,6              | 1,8              | 0,9              | 28,1             | 23             | 23             | 44,1           | 47,6           | 34,1           | 91,2           | 10,0           | 7,2            | 1,2            | 0,8            | 27,0           |
| 1987/88                                                                                  | Бостон  | 76               | 75               | 39,0             | 52,7             | 41,4             | 91,6             | 9,3              | 6,1              | 1,6              | 0,8              | 29,9             | 17             | 17             | 44,9           | 45,0           | 37,5           | 89,4           | 8,8            | 6,7            | 2,1            | 0,8            | 24,5           |
| 1988/89                                                                                  | Бостон  | 6                | 6                | 31,5             | 47,1             | -                | 94,7             | 6,2              | 4,8              | 1,0              | 0,8              | 19,3             | Не участвовал  | Не участвовал  | Не участвовал  | Не участвовал  | Не участвовал  | Не участвовал  | Не участвовал  | Не участвовал  | Не участвовал  | Не участвовал  | Не участвовал  |
| 1989/90                                                                                  | Бостон  | 75               | 75               | 39,3             | 47,3             | 33,3             | 93,0             | 9,5              | 7,5              | 1,4              | 0,8              | 24,3             | 5              | 5              | 41,4           | 44,4           | 26,3           | 90,6           | 9,2            | 8,8            | 1,0            | 1,0            | 24,4           |
| 1990/91                                                                                  | Бостон  | 60               | 60               | 38,0             | 45,4             | 38,9             | 89,1             | 8,5              | 7,2              | 1,8              | 1,0              | 19,4             | 10             | 10             | 39,6           | 40,8           | 14,3           | 86,3           | 7,2            | 6,5            | 1,3            | 0,3            | 17,1           |
| 1991/92                                                                                  | Бостон  | 45               | 45               | 36,9             | 46,6             | 40,6             | 92,6             | 9,6              | 6,8              | 0,9              | 0,7              | 20,2             | 4              | 2              | 26,8           | 50,0           | 0,0            | 75,0           | 4,5            | 5,3            | 0,3            | 0,5            | 11,3           |
|                                                                                          | Всего   | 897              | 706              | 38,4             | 49,6             | 37,6             | 88,6             | 10,0             | 6,3              | 1,7              | 0,8              | 24,3             | 164            | 95             | 42,0           | 47,2           | 32,1           | 89,0           | 10,3           | 6,5            | 1,8            | 0,9            | 23,8           |
| Наведите курсор мыши на аббревиатуры в заголовке таблицы, чтобы прочесть их расшифровку. |         |                  |                  |                  |                  |                  |                  |                  |                  |                  |                  |                  |                |                |                |                |                |                |                |                |                |                |                |